# Diaphorus aldrichi
Diaphorus aldrichi är en tvåvingeart som beskrevs av Van Duzee 1915. Diaphorus aldrichi ingår i släktet Diaphorus och familjen styltflugor. Inga underarter finns listade i Catalogue of Life.